# NGC 3753
NGC 3753 este o astrophysical x-ray source⁠(d) situată în constelația Leul. A fost descoperită în 5 aprilie 1874 de către Ralph Copeland⁠(d). Se află la o distanță de 127 de megaparseci de Pământ.